# Padina pavonica
Padina pavonica är en brunalg som återfinns i Atlanten och Medelhavet. Som ung har den en platt och bladliknande bål, medan som äldre får den en mer trattformad bål. Bålen är mönstrad med tätt sittande vita koncentriska ringar. Den vita färgen kommer av att bålen innehåller kalk. 